# Gazeta Toruńska
Gazeta Toruńska – pierwszy polski dziennik na Pomorzu Nadwiślańskim wydawany w latach 1867–1921. Gazeta została założona przez Franciszka Tadeusza Rakowicza. Pierwszy numer Gazety Toruńskiej ukazał się 1 stycznia 1867 roku. Gazeta odegrała dużą rolę w popularyzowaniu kultury i literatury polskiej, publikując twórczość polskich pisarzy.

## Historia

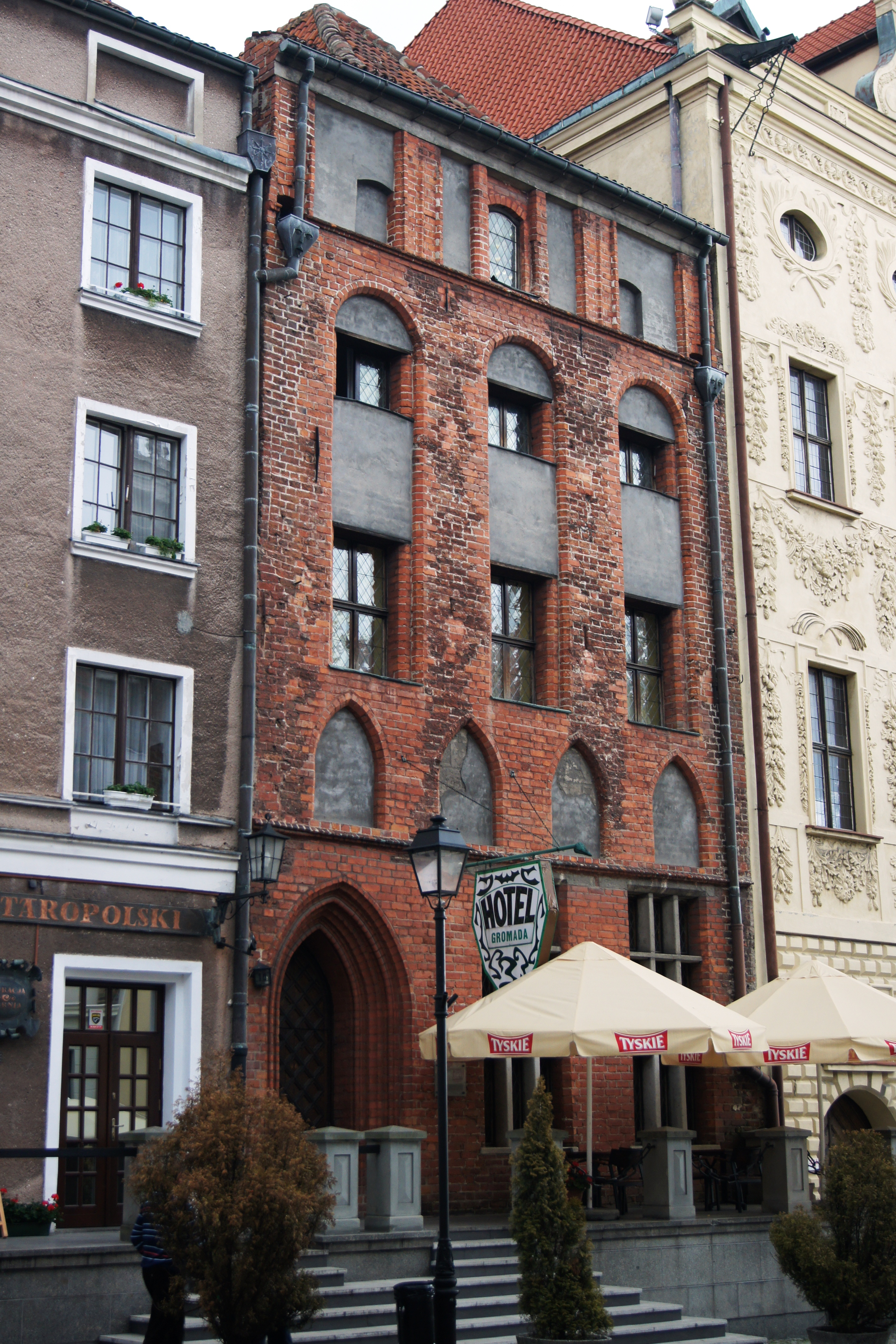
Kamienica na ulicy Żeglarskiej, w której drukowano pierwsze numery Gazety Toruńskiej

Pierwsze numery „Gazety Toruńskiej” drukowano w drukarni Józefa Buszczyńskiego, znajdującej się przy ulicy Żeglarskiej 105 (obecnie 10). Po śmierci Józefa Buszczyńskiego w 1887 roku drukarnię przejął jego syn Sylwester. Jesienią 1890 roku drukarnię przeniesiono na ulicę Mostową 37, a w 1891 roku na ulicę Mostową 13 (dziś 11). W 1894 roku redaktorem naczelnym Gazety Toruńskiej został Jan Brejski.
W październiku 1894 roku „Gazetę Toruńską” zaczęto wydawać przy ulicy Prostej 25 (dziś 27). W 1895 roku redakcja przeniosła do budynku przy ulicy Podmurnej (na rogu z ulicą Szeroką), a we wrześniu 1898 roku na ulicę Mostową 28. W 1900 roku siedzibę „Gazety Toruńskiej” przeniesiono na ulicę Mostową 15 (dziś 13), skąd działała do jej likwidacji w 1921 roku.
Gazeta ukazywała się we wszystkie dni tygodnia, poza poniedziałkami i dniami poświątecznymi. Redakcja prowadziła walkę z germanizacją. W latach 1872–1903 gazetę obłożono 32 razy karami w wysokości od 30 do 600 marek (płacąc w sumie 3824 marek).